# Casu marzu
Casu marzu (také nazývaný casu modde, casu cundhídu, italsky formaggio marcio) je druh sýra vyráběný na Sardinii. Sýr je zvláštní tím, že je záměrně infikovaný larvami sýrohlodky drobné (Piophila casei). Casu marzu se vyrábí z místní varianty sýra Pecorino Sardo. Pojídá se ve vysokém stadiu rozkladu a s živými larvami.
Sardinsky znamená casu marzu „shnilý sýr“.
Larvy v sýru jsou průhledně bílé, dlouhé kolem 8 mm. Mohou vyskočit až do výšky 15 cm. Konzumace sýra nezkušenými strávníky má několik rizik: alergické reakce; hrozí také riziko, že se sýr dostane do takové fáze rozkladu, že je až toxický.
Existuje rovněž názor, že se může stát, že se mohou v sýru objevit také larvy jiných druhů much a následně se dostat do střev živé a způsobit zvracení, krvavý průjem a další vážné zdravotní problémy. Tato teorie se však nepotvrdila. Obecně lze sýr casu marzu považovat za bezpečnou potravinu, pokud strávník netrpí alergií na larvy sýrohlodky a samotný sýr je konzumován včas, dokud jsou larvy stále živé.